# Спостереження (поетична збірка)
«Спостереження» — третя поетична збірка українського письменника Анатолія Дністрового, яка вийшла у самвидаві (видавництво "Нова дегенерація" (Київ, 1999), накладом близько 100 примірників. Збірка практично недоступна для читача - окремі екземпляри є в приватних колекціях і центральних бібліотеках. 

## Про збірку
Збірка містить як римовані силабо-тонічні вірші, так і верлібри. Книга вийшла у самвидаві. Редактор - Іван Андрусяк. У висхідних даних зазначено, що рецензентом збірки став Микола Кузанський, а саме видання побачило світ завдяки Пресвитеріанській громаді "Нове життя" міста Будич (це міфологічне та нереальне місто Будич згодом виринатиме у прозових творах Дністрового). 
Домінуючий жанр збірки - восьмивірш, який проте в другій частині поступається верліброві. На цій, загалом пошуковій, збірці позначилися впливи поетики Ґеорґа Гайма, Еліота та Григорія Чубая, а ще надмірне захоплення автора середньовічною містикою, теологією, апофатичними текстами. 

## Євген Баран про збірку "Спостереження"
|  | Дністровий іде протореною дорогою, а втоптана колія добра тим, що на ній не помічаєш вибоїн. Мені все згадується передмова Ю. Шереха до збірки О. Забужко "Автостоп", де подібного характеру творам давалася така оцінка: "Проникливо, драматично й плинно. Але такого настрою твори писалися й будуть писатися, відколи й доки існує література. "Еннлезіяст" написано три тисячі років тому". Що тут ще додаш? Дуже мало віри у його поезії й дуже багато страху. Страх втомлює, страх породжує страх, страх породжує зневіру, хаос, паніку. "Приворожити страхом" можна, оздоровити вірою набагато тяжче, якщо взагалі можливо. Між страхом і вірою я віддаю перевагу останній. Гадаю, Дністровий, "погравшись" у "страшилки", повернеться до природного свого єства. Інакше "філософія страху" уб’є у ньому творця, яким він сьогодні безперечно є |

. 

## Рецензії
Іван Андрусяк. Спостереження за трансформаціями жанру (рец. на поетичну збірку «Спостереження»). Іван Андрусяк, Літпроцесія-2 -  Донецьк: Кальміюс, 2001.
Євген Баран. Анатолій Дністровий: між страхом і вірою. Кальміюс, Число 1-2 (9-10) 2000: https://web.archive.org/web/20101124103633/http://www.kalmiyus.h1.ru/nomer4/recenz/baran1.shtml